# Уц (земля)

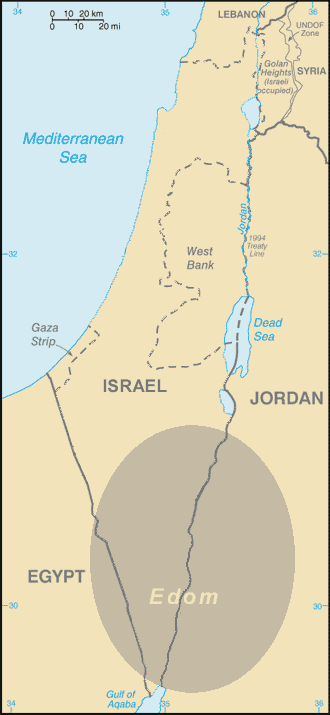
Территория Идумеи, часто отождествляемой с землёй Уц.

Уц (ивр. עוּץ‎), или Авситида, — земля, упоминаемая в Ветхом Завете, в первую очередь в Книге Иова.
Местоположение этой земли издавна является предметом споров библеистов. По одной из версий, эта земля располагалась в районе юго-запада Иордании и юга Израиля, в пределах Идумеи, и получила своё название от Уца, сына Дишана. 
По другой версии, основанной на свидетельствах Иосифа Флавия, Евсевия и блаженного Иеронима, Авситида — место жительства Иова — находилась к востоку от Генисаретского озера и к югу от Дамаска, в древнем Авране или Васане, а название своё получила от Уца, сына Арамова. 
Маргинальные гипотезы пытаются отождествить землю Уз с современным Дофаром на юге Аравийского полуострова и даже с окрестностями Бухары в современном Узбекистане (см. статью Мавзолей Чашма-Айюб)
.